# Ashua

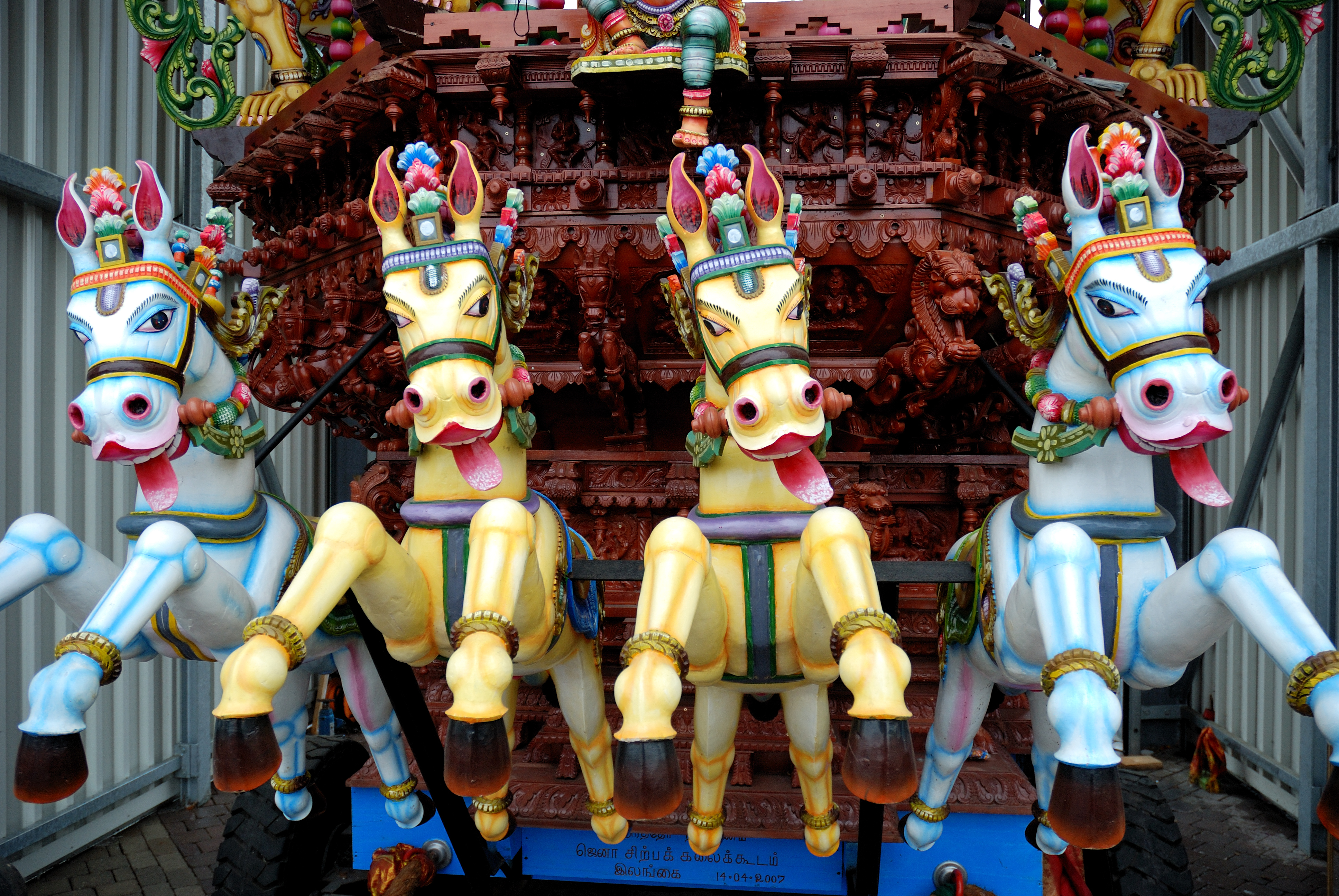
Caballos (ashua) atados a una carreta (ratha) india.

Ashua es la palabra sánscrita que corresponde al ‘caballo’, uno de los animales importantes que es mencionado en el Rig-veda (el texto más antiguo de la India, de mediados del II milenio a. C.), así como posteriores escrituras hinduistas.

## Nombre sánscrito
- aśvaḥ, en el sistema AITS (alfabeto internacional para la transliteración del sánscrito).[1]
- अश्व, en escritura devanagari del sánscrito.[1]
- Pronunciación: /áshua/[1]
- Etimología: ‘el rápido’, siendo ashú: ‘rápido’.[1]

## Período védico
Hay referencias repetidas al caballo en el Rig-veda, que tiene muchas escenas ecuestres, a menudo asociadas con carros. Los Ashwins (‘domadores de caballos’) eran dioses gemelos.
Existe un sacrificio de caballo, llamado ashua-medhá. Al principio (en la época del Rig-veda) se requería la muerte del caballo.

El hacha del sacerdote matador destroza las 34 costillas del veloz corcel, pariente de los dioses. Córtalas con habilidad, de manera que las partes sean impecables; y pieza por pieza decláralas diseccionadas.
Rig-veda 1.162.18 (traducción de Griffith)

Tras la influencia del budismo (desde el siglo III a. C.), se dejaba el caballo atado durante la realización del sacrificio de fuego.
Los primeros hallazgos indiscutibles de restos de caballos en el sur de Asia se encontraron en la cultura de tumbas de Gandhara (en Pakistán, entre el 1500 y el 500 a. C.).

## Leyendas puránicas

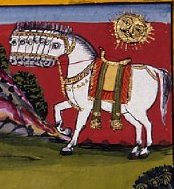
Uchaisravas, el mítico caballo de los Puranas.

En los Puranas (textos épicosrreligiosos escritos desde el siglo II a. C.) se cuenta que el primer caballo emergió de la profundidad del océano de leche (uno de los siete océanos concéntricos que rodean la India) durante el mito del batido del océano. Ashua era un caballo con el color blanco y tenía dos alas. Se le conoció por el nombre de Uchaisravas. Indra, el dios principal de la religión védica ―que luego en la religión hinduista sería relegado a un segundo plano―, se llevó el caballo volador a su morada celestial, Suargá (el Cielo). Tiempo después, Indra regaló a Uchaisravas a la humanidad.
Para que el caballo permaneciera en la Tierra (Prithvi) y no volara de regreso a Svargá, Indra le cortó las alas.

## Derivaciones
El término proviene del antiquísimo protoindoeuropeo *hek'wos (/jekuós/), que 
- en el norte de Europa derivó en el báltico *ašvā,
- en la región de Persia derivó en el avéstico aspa,
- en Pakistán y Afganistán se convirtió en el sánscrito védico áśwa,
- en la región de Alemania en el germánico *ehwas (/ejuás/), que produciría el inglés horse (/jórs/)
- en Italia se convirtió en el latín équus, y
- en Micenas, hacia el 1450 a. C., se convirtió en la palabra minoica i-qo (/íkjo/), que derivó en
  - el jónico ἴκκος (/íkos/) en Jonia,
  - el griego ίππος (/ípos/, de donde viene hipódromo o hipopótamo) en la Grecia antigua.

### En idiomas bálticos
En el desaparecido idioma de los lituanos prusianos (el idioma báltico), el sustantivo asva significa ‘yegua’. Las referencias sin embargo son pocas, ya que la palabra casi había caído en desuso en ese momento.